# Norman S. Case

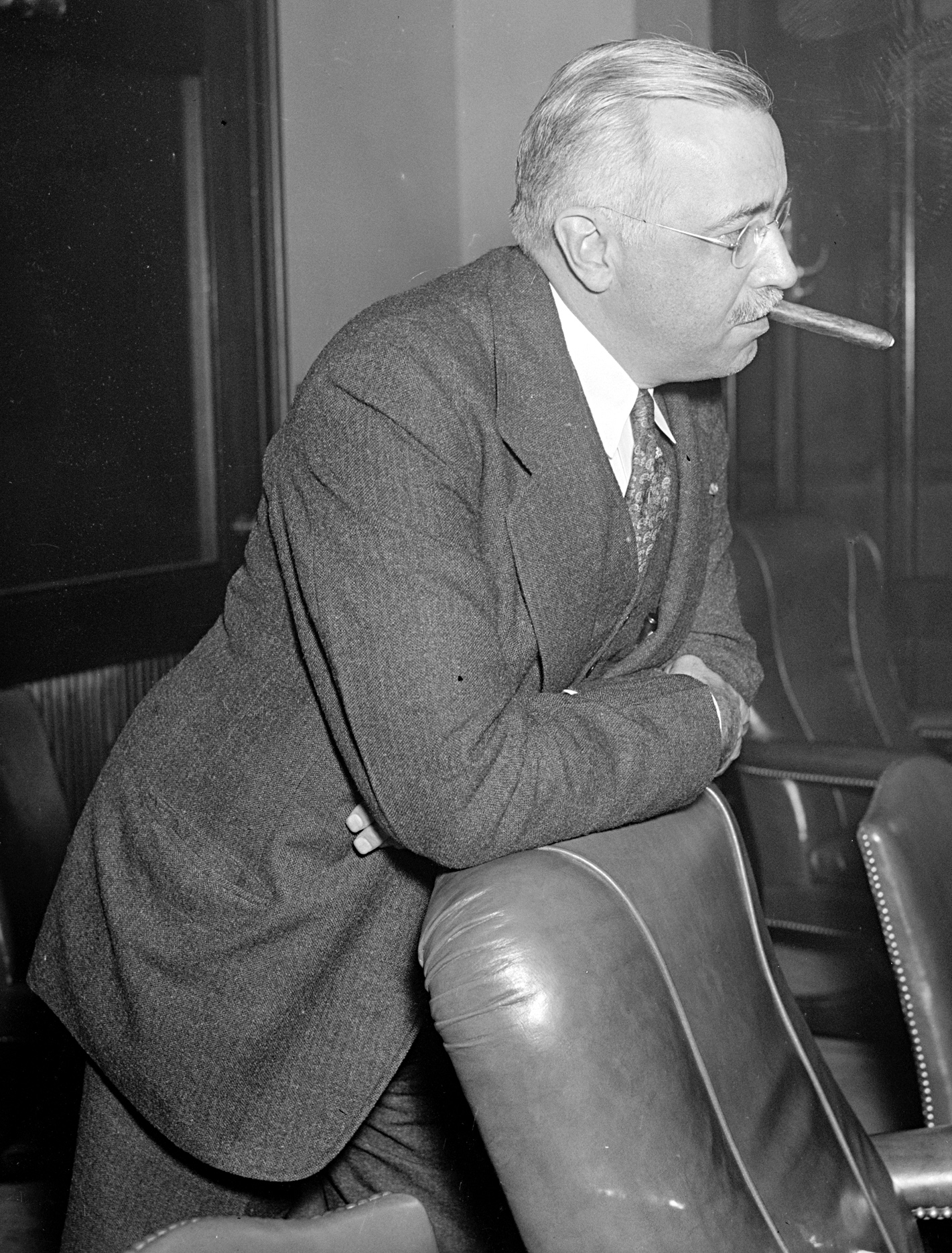
Norman S. Case (1937)

Norman Stanley Case (* 11. Oktober 1888 in Providence, Rhode Island; † 9. Oktober 1967 in South Kingstown, Rhode Island) war ein US-amerikanischer Politiker (Republikanische Partei) und von 1928 bis 1933 Gouverneur des Bundesstaates Rhode Island.

## Frühe Jahre und politischer Aufstieg
Norman Case besuchte bis 1908 die Brown University. Anschließend studierte er zunächst an der Harvard University und dann bis 1912 an der School of Law der Boston University Jura. Danach praktizierte er in Providence als Rechtsanwalt. Als Mitglied der Nationalgarde von Rhode Island war er im Jahr 1916 an der Grenze zu Mexiko eingesetzt, als es dort zu Grenzkonflikten zwischen den Vereinigten Staaten und Mexiko kam. Während des Ersten Weltkrieges war Case Hauptmann in einer Maschinengewehreinheit.
Case wurde Mitglied des Stadtrates von Providence. Im Jahr 1921 wurde er von Präsident Warren G. Harding zum Bundesstaatsanwalt für den Distrikt von Rhode Island ernannt. Dieses Amt übte er bis 1926 aus. In diesem Jahr wurde er zum Vizegouverneur seines Staates gewählt. In dieser Funktion musste er nach dem Tod von Gouverneur Aram J. Pothier dessen Amt übernehmen.

## Gouverneur von Rhode Island
Case beendete die Amtszeit seines Vorgängers und wurde im November 1930 selbst für zwei Jahre zum Gouverneur gewählt. Damit war er zwischen dem 4. Februar 1928 und dem 3. Januar 1933 Gouverneur von Rhode Island. Der größte Teil seiner Regierungszeit war von der Weltwirtschaftskrise überschattet. Zur Bekämpfung der Krise unterstützte der Gouverneur ein Gesetz, nach dem den Kommunen Gelder aus den Reserven des Staates mit nur 3 % Zinsen zur Verfügung gestellt wurden. Trotzdem gelang damals kein entscheidender Schlag gegen die Krise und die Arbeitslosigkeit. Bei den Gouverneurswahlen des Jahres 1932 verlor Case gegen Theodore F. Green, den Kandidaten der Demokratischen Partei. Dieses Ergebnis lag damals im bundesweiten Trend, der mit der Wahl von Franklin D. Roosevelt zum Präsidenten seinen Höhepunkt erreichte. Die New-Deal-Politik des neuen Präsidenten sollte dann auch Rhode Island zugutekommen.

## Weiterer Lebenslauf
Im Jahr 1934 wurde Norman Case von Präsident Roosevelt in die Federal Communications Commission berufen. Dieses Mandat übte er bis 1945 aus. Danach wurde er als Mitarbeiter einer Kanzlei in Washington als Rechtsanwalt tätig. Norman Case starb im Oktober 1967. Mit seiner Frau Emma Louise Arnold hatte er drei Kinder.